# Onors
Onors (en francès Hounoux) és un municipi francès situat al departament de l'Aude i a la regió d'Occitània.